# Rise to It
«Rise to It» — песня группы Kiss, первый трек их студийного альбома 1989 года Hot in the Shade.
Также песня была издана отдельным синглом. (Сингл вышел в апреле следующего, 1990 года. Это третий и последний сингл с этого альбома, первыми двумя же были «Hide Your Heart» и «Forever».)
В США песня достигла 81 места в чарте Billboard Hot 100.

## История создания
Авторы песни — Пол Стэнли и Боб Халлиган младший.

## Композиция и сюжет
«Энциклопедия KISS» вкратце описывает песню так:
Крепкая песня, в которой Стэнли хвалится, что он готов, хочет и может подняться на высоту положения (да, это, очевидно, ещё один пошлый дабл-антандр от [группы] KISS).
Энциклопедия также отмечает, что песня начинается с гитарного вступления Брюса Кулика (в блюзовом стиле) и что он также исполняет на ней «жаркое соло».